# Guyana britannica ai Giochi della XVI Olimpiade
La Guyana britannica ha partecipato ai Giochi della XVI Olimpiade, svoltisi a Melbourne dal 22 novembre all'8 dicembre 1956, con una delegazione di quattro atleti, di cui una donna, impegnati in due discipline, senza aggiudicarsi medaglie.